# Gare de Fahrnau
La gare de Fahrnau est une gare ferroviaire allemande située à Schopfheim, dans le Bade-Wurtemberg.

## Situation ferroviaire
La gare de Fahrnau est située au point kilométrique (PK) 21,93 de la Wiesentalbahn (ligne entre Bâle et Zell im Wiesenthal).